# Pop-in

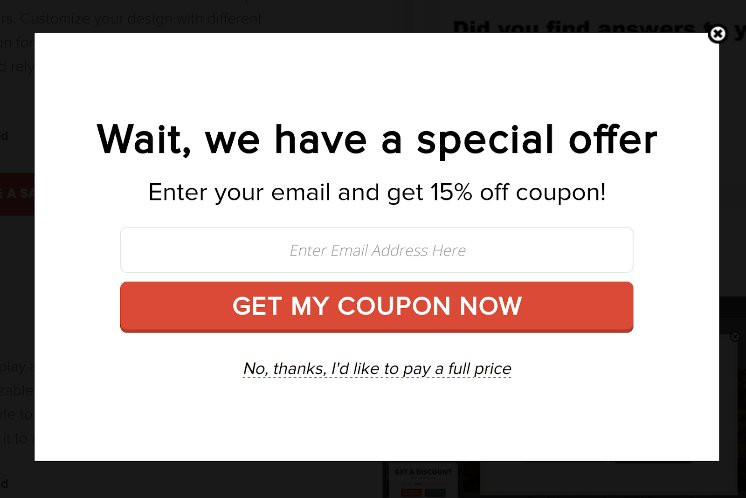
Une pop-in demandant l'adresse email de l'utilisateur.

Les pop-ins sont des cadres qui s'affichent au-dessus du contenu d'un site web. Leur fonctionnement est similaire aux pop-ups, mais la différence réside dans le fait que les pop-ins ne s'ouvrent qu'à l'intérieur d'une page web, et peuvent être de tailles et de formes diverses.
Ils contiennent souvent du contenu lié au site web comme du texte, des photos (Lightbox) ou encore de la vidéo.

Ce néologisme, particulièrement utilisé dans le domaine graphique, n'est pas le bon terme technique. Le terme modal (ou "fenêtre modale") est préféré dans la description de l'ouverture d'une nouvelle fenêtre dans une page déjà ouverte. 